# Жом

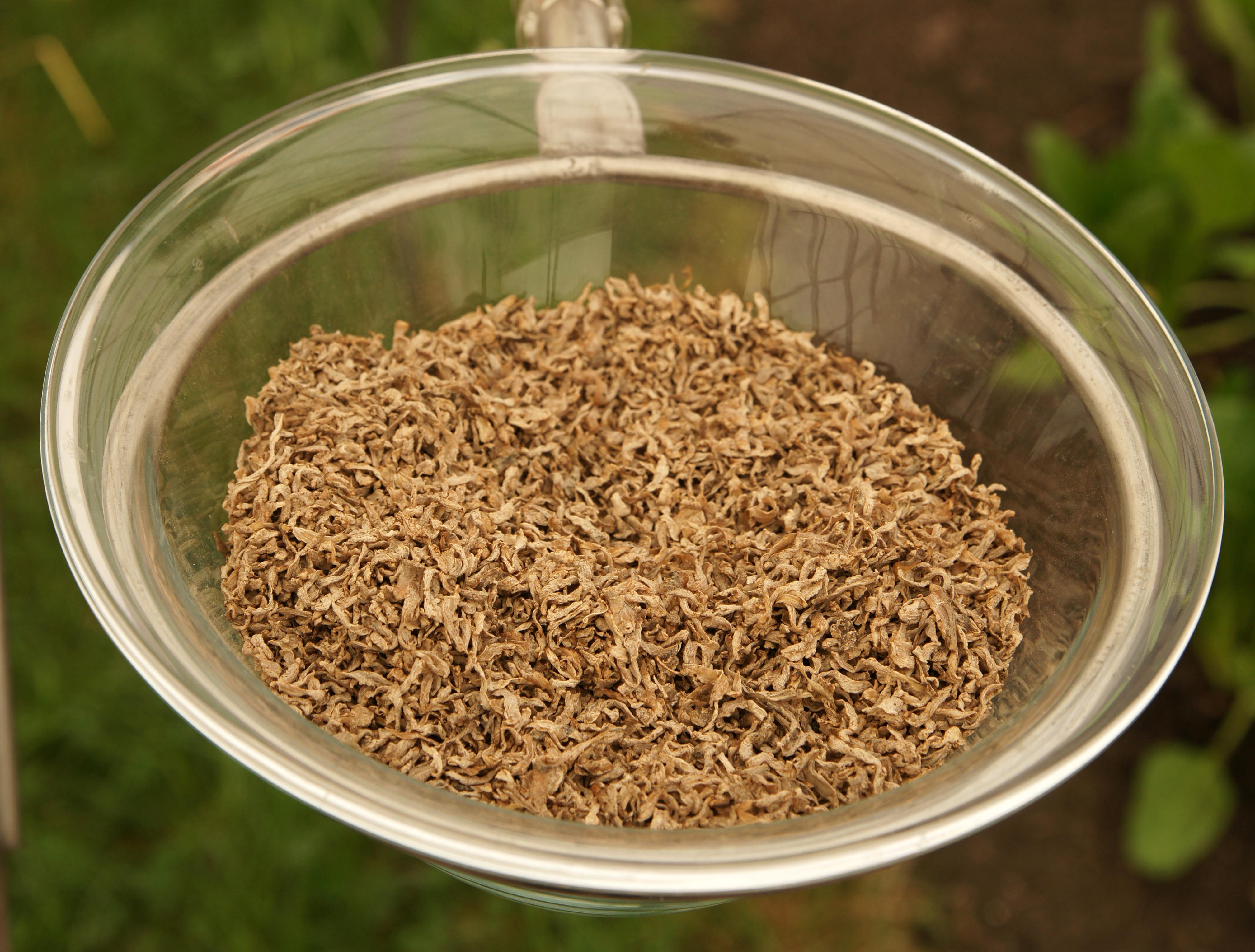
Жом

Жом — екстрагована січка цукрових буряків, кормовий відхід цукробурякового виробництва.

## Види
Жом використовують для годівлі тварин свіжим, кислим (силосованим) та сушеним.
- Свіжий жом містить 90—93 % води; суха речовина складається переважно з вуглеводів, добре перетравлюється. На повітрі швидко псується.
- Кислий жом одержують силосуванням свіжого. Він багатший, ніж свіжий, на протеїн, його краще поїдають тварини.
- Сушений жом — висушений свіжий або кислий жом. При зберіганні свіжого і кислого жому втрачається близько 40 % поживних речовин, тому свіжий жом часто сушать. Заводи випускають сушений жом у вигляді брикетів або розсипом.

## Застосування
Жом — вуглеводистий корм і не замінює концентровані корми. У ньому мало азотистих речовин, немає каротину, є багато кальцію, тому в раціон з жому включають білкові корми і багаті на фосфор мінеральні підгодівлі.
У 100 кг свіжого жому 11,8 кормових одиниць і 0,6 кг перетравного протеїну, кислого відповідно — 8,7 і 0,8, сушеного — 8,4 і 3,8.
Відгодівельній худобі згодовують на добу 50—65 кг свіжого або кислого жому, молочним коровам — не більш як 40 кг. Сушений жом згодовують коровам до 4 кг, попередньо розмочивши його водою (1 : 3).